# فینال‌های ان‌بی‌ای ۱۹۹۶
فینال‌های ان‌بی‌ای ۱۹۹۶ دور قهرمانی رقابت‌های اتحادیهٔ ملی بسکتبال در فصل ۹۶–۱۹۹۵ و دور آخر بازی‌های حذفی این فصل می‌باشد. شیکاگو بولز به عنوان قهرمان کنفرانس شرق (با رکورد ۶۴–۱۸) برابر سیاتل سوپرسانیکس به عنوان قهرمان کنفرانس غرب (با رکورد ۷۲–۱۰) قرار گرفت. این دو با ثبت رکورد ۱۳۶ برد روی هم در فصل عادی پای به رقابت نهایی گذاشتند و رکورد پیشین که در سال ۱۹۸۵ با ثبت ۱۲۵ پیروزی توسط دو تیم فینالیست رقم خورده بود را شکستند. در سال ۱۹۸۵ تیم لس آنجلس لیکرز با ۶۳ پیروزی و بوستون سلتیکس با ۶۲ پیروزی در فصل عادی توانسته بودند به رقابت پایانی راه پیدا کنند. پنجاهمین رقابت در تاریخ فینال‌های ان‌بی‌ای با فرمت بهترین از هفت (۴ برد از ۷ بازی) برگزار شد. این نخستین قهرمانی از دومین قهرمانی پیاپی سه‌گانهٔ شیکاگو بولز بود.
شیکاگو با نتیجهٔ ۴ بر دو سری را برد و قهرمان شد. مایکل جردن نیز به عنوان باارزش‌ترین بازیکن بازی‌های فینال (ام‌وی‌پی) نامیده شد. این چهارمین باری بود که جردن به این جایزه دست پیدا کرد.
اسکاتی پیپن نیز با کسب مدال طلای المپیک تابستانی ۱۹۹۶ در آتلانتا، تبدیل به نخستین بازیکنی شد که قهرمانی ان‌بی‌ای و مدال طلای بازی‌های المپیک را با هم در یک سال به دست آورده‌است.

## پیش‌زمینه

### مسیر فینال
| کنفرانس غرب | کنفرانس غرب           | کنفرانس غرب | کنفرانس غرب | کنفرانس غرب | کنفرانس غرب   | کنفرانس غرب        |
| #           | تیم                   | برد         | باخت        | درصد برد    | بازی‌های پشت‌سر | بازی‌های انجام داده |
| ----------- | --------------------- | ----------- | ----------- | ----------- | ------------- | ------------------ |
| ۱           | c-سیاتل سوپرسانیکس *  | ۶۴          | ۱۸          | ۰٫۷۸۰       | –             | ۸۲                 |
| ۲           | y-سن آنتونیو اسپرز *  | ۵۹          | ۲۳          | ۰٫۷۲۰       | ۵             | ۸۲                 |
| ۳           | x-یوتا جاز            | ۵۵          | ۲۷          | ۰٫۶۷۱       | ۹             | ۸۲                 |
| ۴           | x-لس آنجلس لیکرز      | ۵۳          | ۲۹          | ۰٫۶۴۶       | ۱۱            | ۸۲                 |
| ۵           | x-هیوستون راکتس       | ۴۸          | ۳۴          | ۰٫۵۸۵       | ۱۶            | ۸۲                 |
| ۶           | x-پورتلند تریل بلیزرز | ۴۴          | ۳۸          | ۰٫۵۳۷       | ۲۰            | ۸۲                 |
| ۷           | x-فینیکس سانز         | ۴۱          | ۴۱          | ۰٫۵۰۰       | ۲۳            | ۸۲                 |
| ۸           | x-ساکرامنتو کینگز     | ۳۹          | ۴۳          | ۰٫۴۷۶       | ۲۵            | ۸۲                 |
|             |                       |             |             |             |               |                    |
| ۹           | گلدن استیت واریرز     | ۳۶          | ۴۶          | ۰٫۴۳۹       | ۲۸            | ۸۲                 |
| ۱۰          | دنور ناگتس            | ۳۵          | ۴۷          | ۰٫۴۲۷       | ۲۹            | ۸۲                 |
| ۱۱          | لس آنجلس کلیپرز       | ۲۹          | ۵۳          | ۰٫۳۵۴       | ۳۵            | ۸۲                 |
| ۱۲          | مینه‌سوتا تیمبرولوز    | ۲۶          | ۵۶          | ۰٫۳۱۷       | ۳۸            | ۸۲                 |
| ۱۳          | دالاس ماوریکس         | ۲۶          | ۵۶          | ۰٫۳۱۷       | ۳۸            | ۸۲                 |
| ۱۴          | ونکوور گریزلیز        | ۱۵          | ۶۷          | ۰٫۱۸۳       | ۴۹            | ۸۲                 |

| کنفرانس شرق | کنفرانس شرق           | کنفرانس شرق | کنفرانس شرق | کنفرانس شرق | کنفرانس شرق   | کنفرانس شرق        |
| #           | تیم                   | برد         | باخت        | درصد برد    | بازی‌های پشت‌سر | بازی‌های انجام داده |
| ----------- | --------------------- | ----------- | ----------- | ----------- | ------------- | ------------------ |
| 1           | z-شیکاگو بولز         | 72          | 10          | ٫۸۷۸        | –             | 82                 |
| 2           | y-اورلندو مجیک        | 60          | 22          | ٫۷۳۲        |               | 82                 |
| 3           | x-ایندیانا پیسرز      | 52          | 30          | ٫۶۳۴        |               | 82                 |
| 4           | x-کلیولند کاوالیرز    | 51          | 31          | ٫۶۲۲        |               | 82                 |
| 5           | x-نیویورک نیکس        | 47          | 35          | ٫۵۷۳        |               | 82                 |
| 6           | x-آتلانتا هاوکس       | 46          | 36          | ٫۵۶۱        |               | 82                 |
| 7           | x-دیترویت پیستونز     | 46          | 36          | ٫۵۶۱        |               | 82                 |
| 8           | x-میامی هیت           | 42          | 40          | ٫۵۱۲        |               | 82                 |
|             |                       |             |             |             |               |                    |
| 9           | شارلوت هورنتس         | 41          | 41          | ٫۵۰۰        |               | 82                 |
| 10          | واشینگتن بولتز        | 39          | 43          | ٫۴۷۶        |               | 82                 |
| 11          | بوستون سلتیکس         | 33          | 49          | ٫۴۰۲        |               | 82                 |
| 12          | نیوجرسی نتس           | 30          | 52          | ٫۳۶۶        |               | 82                 |
| 13          | میلواکی باکس          | 25          | 57          | ٫۳۰۵        |               | 82                 |
| 14          | تورنتو رپترز          | 21          | 61          | ٫۲۵۶        |               | 82                 |
| 15          | فیلادلفیا سونتی‌سیکسرز | 18          | 64          | ٫۲۲۰        |               | 82                 |

### سری‌های فصل عادی
این دو در فصل عادی دو بار با هم دیدار کردند که با پیروزی خانگی هر دو همراه بود:
| ۲۶ نوامبر ۱۹۹۵ |

|  |

| شیکاگو بولز ۹۲, سیاتل سوپرسانیکس ۹۷ |

| ۱۰ ژانویه ۱۹۹۶ |

|  |

| سیاتل سوپرسانیکس ۸۷, شیکاگو بولز ۱۱۳ |

## خلاصه سری
| بازی   | تاریخ             | تیم مهمان        | نتیجه        | تیم میزبان       |
| ------ | ----------------- | ---------------- | ------------ | ---------------- |
| بازی ۱ | چهارشنبه، ۵ ژوئن  | سیاتل سوپرسانیکس | ۹۰–۱۰۷ (۰–۱) | شیکاگو بولز      |
| بازی ۲ | جمعه، ۷ ژوئن      | سیاتل سوپرسانیکس | ۸۸–۹۲ (۰–۲)  | شیکاگو بولز      |
| بازی ۳ | یکشنبه، ۷ ژوئن    | شیکاگو بولز      | ۱۰۸–۸۶ (۳–۰) | سیاتل سوپرسانیکس |
| بازی ۴ | چهارشنبه، ۱۲ ژوئن | شیکاگو بولز      | ۸۶–۱۰۷ (۳–۱) | سیاتل سوپرسانیکس |
| بازی ۵ | جمعه، ۱۴ ژوئن     | شیکاگو بولز      | ۷۸–۸۹ (۳–۲)  | سیاتل سوپرسانیکس |
| بازی ۶ | یکشنبه، ۱۶ ژوئن   | سیاتل سوپرسانیکس | ۷۵–۸۷ (۲–۴)  | شیکاگو بولز      |

تمامی زمان‌ها به وقت منطقه زمانی شرقی (یوتی‌سی ۴:۰۰-) می‌باشد.

### بازی ۱
| ۵ ژوئن 9:00 et |

| Recap توسط Wayback Machine (بایگانی‌شده اکتبر ۲۷, ۱۹۹۶) |

| سیاتل سوپرسانیکس ۹۰, شیکاگو بولز ۱۰۷                       |  |                                                               |
| امتیاز بر پایه وقت: ۱۸–۲۴, ۳۰–۲۹, ۲۹–۲۶, ۱۳–۲۸             |  |                                                               |
| امتیاز: شاون کمپ ۳۲ ریباند: گری پیتون ۱۰ پاس : گری پیتون ۶ |  | امتیاز: مایکل جردن ۲۸ ریباند: دنیس رادمن ۱۳ پاس: Ron Harper ۷ |
| شیکاگو پیشتاز سری، ۱–۰                                     |  |                                                               |

### بازی ۲
| ۷ ژوئن 9:00 et |

| Recap توسط Wayback Machine (بایگانی‌شده اکتبر ۲۷, ۱۹۹۶) |

| سیاتل سوپرسانیکس ۸۸, شیکاگو بولز ۹۲                                       |  |                                                               |
| امتیاز بر پایه وقت: ۲۷–۲۳, ۱۸–۲۳, ۲۰–۳۰, ۲۳–۱۶                            |  |                                                               |
| امتیاز: شاون کمپ ۲۹ ریباند: شاون کمپ ۱۳ پاس : گری پیتون، دتلف شرمف همگی ۳ |  | امتیاز: مایکل جردن ۲۹ ریباند: دنیس رادمن ۲۰ پاس: مایکل جردن ۸ |
| شیکاگو پیشتاز سری، ۲–۰                                                    |  |                                                               |

### بازی ۳
| ۹ ژوئن 7:30 et |

| Recap توسط Wayback Machine (بایگانی‌شده اکتبر ۲۷, ۱۹۹۶) |

| شیکاگو بولز ۱۰۸, سیاتل سوپرسانیکس ۸۶                            |  |                                                                            |
| امتیاز بر پایه وقت: ۳۴–۱۶, ۲۸–۲۲, ۱۳–۲۳, ۳۳–۲۵                  |  |                                                                            |
| امتیاز: مایکل جردن ۳۶ ریباند: دنیس رادمن ۱۰ پاس : اسکاتی پیپن ۹ |  | امتیاز: دتلف شرمف ۲۰ ریباند: Brickowski, گری پیتون همگی ۷ پاس: گری پیتون ۹ |
| شیکاگو پیشتاز سری، ۳–۰                                          |  |                                                                            |

### بازی ۴
| ۱۲ ژوئن 9:00 et |

| Recap توسط Wayback Machine (بایگانی‌شده اکتبر ۲۷, ۱۹۹۶) |

| شیکاگو بولز ۸۶, سیاتل سوپرسانیکس ۱۰۷                            |  |                                                           |
| امتیاز بر پایه وقت: ۲۱–۲۵, ۱۱–۲۸, ۳۱–۳۱, ۲۳–۲۳                  |  |                                                           |
| امتیاز: مایکل جردن ۲۳ ریباند: دنیس رادمن ۱۴ پاس : اسکاتی پیپن ۸ |  | امتیاز: شاون کمپ ۲۵ ریباند: شاون کمپ ۱۱ پاس: گری پیتون ۱۱ |
| شیکاگو پیشتاز سری، ۳–۱                                          |  |                                                           |

### بازی ۵
| ۱۴ ژوئن 9:00 et |

| Recap توسط Wayback Machine (بایگانی‌شده اکتبر ۲۷, ۱۹۹۶) |

| شیکاگو بولز ۷۸, سیاتل سوپرسانیکس ۸۹                             |  |                                                           |
| امتیاز بر پایه وقت: ۱۸–۱۸, ۲۴–۲۵, ۱۸–۱۹, ۱۸–۲۷                  |  |                                                           |
| امتیاز: مایکل جردن ۲۶ ریباند: دنیس رادمن ۱۲ پاس : اسکاتی پیپن ۵ |  | امتیاز: گری پیتون ۲۳ ریباند: شاون کمپ ۱۰ پاس: گری پیتون ۶ |
| شیکاگو پیشتاز سری، ۳–۲                                          |  |                                                           |

### بازی ۶
| ۱۶ ژوئن 7:30 pm |

| Recap توسط Wayback Machine (بایگانی‌شده اکتبر ۲۷, ۱۹۹۶) |

| سیاتل سوپرسانیکس ۷۵, شیکاگو بولز ۸۷                        |  |                                                               |
| امتیاز بر پایه وقت: ۱۸–۲۴, ۲۰–۲۱, ۲۰–۲۲, ۱۷–۲۰             |  |                                                               |
| امتیاز: دتلف شرمف ۲۳ ریباند: شاون کمپ ۱۴ پاس : گری پیتون ۷ |  | امتیاز: مایکل جردن ۲۲ ریباند: دنیس رادمن ۱۹ پاس: مایکل جردن ۷ |
| شیکاگو برندهٔ سری، ۴–۲                                      |  |                                                               |

## آمارهای بازیکنان
شیکاگو بولز
| بازیکن          | GP | GS | MPG  | FG%   | 3FG%  | FT%   | RPG  | APG | SPG | BPG | PPG  |
| --------------- | -- | -- | ---- | ----- | ----- | ----- | ---- | --- | --- | --- | ---- |
| Randy Brown     | ۶  | ۰  | ۸٫۲  | ۰٫۵۰۰ | ۰٫۵۰۰ | ۰٫۵۰۰ | ۰٫۳  | ۰٫۹ | ۰٫۷ | ۰٫۰ | ۲٫۸  |
| Jud Buechler    | ۶  | ۰  | ۵٫۶  | ۰٫۲۲۲ | ۰٫۰۰۰ | ۰٫۰۰۰ | ۰٫۰  | ۰٫۲ | ۰٫۷ | ۰٫۰ | ۰٫۷  |
| Ron Harper      | ۶  | ۴  | ۱۹٫۳ | ۰٫۳۷۵ | ۰٫۳۰۸ | ۰٫۹۱۷ | ۲٫۳  | ۱٫۷ | ۰٫۷ | ۰٫۳ | ۶٫۵  |
| Michael Jordan  | ۶  | ۶  | ۴۲٫۰ | ۰٫۴۱۵ | ۰٫۳۱۶ | ۰٫۸۳۶ | ۵٫۳  | ۴٫۲ | ۱٫۷ | ۰٫۲ | ۲۷٫۳ |
| Steve Kerr      | ۶  | ۰  | ۱۸٫۸ | ۰٫۳۰۳ | ۰٫۱۸۲ | ۰٫۸۵۷ | ۰٫۹  | ۰٫۸ | ۰٫۲ | ۰٫۰ | ۵٫۰  |
| Toni Kukoč      | ۶  | ۲  | ۲۹٫۵ | ۰٫۴۲۳ | ۰٫۳۱۳ | ۰٫۸۰۰ | ۴٫۸  | ۳٫۵ | ۰٫۸ | ۰٫۳ | ۱۳٫۰ |
| Luc Longley     | ۶  | ۶  | ۲۸٫۳ | ۰٫۵۷۴ | ۰٫۰۰۰ | ۰٫۷۲۷ | ۳٫۸  | ۲٫۲ | ۰٫۶ | ۱٫۸ | ۱۱٫۷ |
| Scottie Pippen  | ۶  | ۶  | ۴۱٫۳ | ۰٫۳۴۳ | ۰٫۲۳۱ | ۰٫۷۰۸ | ۸٫۲  | ۵٫۳ | ۲٫۳ | ۱٫۳ | ۱۵٫۷ |
| Dennis Rodman   | ۶  | ۶  | ۳۷٫۵ | ۰٫۴۸۶ | ۰٫۰۰۰ | ۰٫۵۷۹ | ۱۴٫۷ | ۲٫۵ | ۰٫۸ | ۰٫۲ | ۷٫۵  |
| John Salley     | ۵  | ۰  | ۳٫۰  | ۰٫۰۰۰ | ۰٫۰۰۰ | ۰٫۰۰۰ | ۰٫۲  | ۰٫۴ | ۰٫۰ | ۰٫۰ | ۰٫۰  |
| Bill Wennington | ۶  | ۰  | ۷٫۰  | ۰٫۶۶۷ | ۰٫۰۰۰ | ۰٫۵۰۰ | ۰٫۵  | ۰٫۲ | ۰٫۰ | ۰٫۰ | ۲٫۹  |

سیاتل سوپرسانیکس
| بازیکن           | GP | GS | MPG  | FG%   | 3FG%  | FT%   | RPG  | APG | SPG | BPG | PPG  |
| ---------------- | -- | -- | ---- | ----- | ----- | ----- | ---- | --- | --- | --- | ---- |
| Vincent Askew    | ۴  | ۰  | ۱۵٫۵ | ۰٫۲۲۲ | ۰٫۲۰۰ | ۱٫۰۰۰ | ۲٫۵  | ۰٫۵ | ۰٫۵ | ۰٫۰ | ۱٫۸  |
| Frank Brickowski | ۶  | ۳  | ۱۱٫۳ | ۰٫۲۲۲ | ۰٫۲۰۰ | ۰٫۰۰۰ | ۲٫۰  | ۰٫۵ | ۰٫۲ | ۰٫۲ | ۰٫۸  |
| Hersey Hawkins   | ۶  | ۶  | ۳۸٫۳ | ۰٫۴۵۵ | ۰٫۲۷۳ | ۰٫۹۲۳ | ۳٫۵  | ۱٫۰ | ۱٫۲ | ۰٫۲ | ۱۳٫۳ |
| Ervin Johnson    | ۳  | ۳  | ۶٫۷  | ۰٫۳۳۳ | ۰٫۰۰۰ | ۰٫۰۰۰ | ۲٫۳  | ۰٫۳ | ۰٫۳ | ۰٫۳ | ۱٫۳  |
| Shawn Kemp       | ۶  | ۶  | ۴۰٫۳ | ۰٫۵۵۱ | ۰٫۰۰۰ | ۰٫۸۵۷ | ۱۰٫۰ | ۲٫۲ | ۱٫۳ | ۲٫۰ | ۲۳٫۳ |
| Nate McMillan    | ۴  | ۰  | ۱۲٫۸ | ۰٫۴۲۹ | ۰٫۶۰۰ | ۱٫۰۰۰ | ۲٫۸  | ۱٫۵ | ۰٫۵ | ۰٫۰ | ۲٫۸  |
| Gary Payton      | ۶  | ۶  | ۴۵٫۷ | ۰٫۴۴۴ | ۰٫۳۳۳ | ۰٫۷۳۱ | ۶٫۳  | ۷٫۰ | ۱٫۵ | ۰٫۰ | ۱۸٫۰ |
| Sam Perkins      | ۶  | ۰  | ۳۱٫۷ | ۰٫۳۷۷ | ۰٫۲۳۵ | ۰٫۸۱۰ | ۴٫۷  | ۲٫۰ | ۰٫۵ | ۰٫۰ | ۱۱٫۲ |
| Steve Scheffler  | ۴  | ۰  | ۲٫۰  | ۰٫۰۰۰ | ۰٫۰۰۰ | ۰٫۰۰۰ | ۰٫۵  | ۰٫۰ | ۰٫۰ | ۰٫۰ | ۰٫۰  |
| Detlef Schrempf  | ۶  | ۶  | ۳۹٫۷ | ۰٫۴۴۳ | ۰٫۳۸۹ | ۰٫۸۷۵ | ۵٫۰  | ۲٫۵ | ۰٫۵ | ۰٫۲ | ۱۶٫۳ |
| Eric Snow        | ۶  | ۰  | ۱٫۵  | ۰٫۰۰۰ | ۰٫۰۰۰ | ۰٫۰۰۰ | ۰٫۳  | ۰٫۲ | ۰٫۰ | ۰٫۰ | ۰٫۰  |
| David Wingate    | ۶  | ۰  | ۸٫۰  | ۰٫۵۰۰ | ۰٫۵۰۰ | ۱٫۰۰۰ | ۰٫۳  | ۰٫۰ | ۰٫۰ | ۰٫۰ | ۲٫۵  |